# Marko Stamenic
Marko Seufatu Nikola Stamenic (ur. 19 lutego 2002 w Wellington) – nowozelandzki piłkarz serbskiego i samoańskiego pochodzenia grający na pozycji środkowego pomocnika w FK Crvena zvezda. Olimpijczyk (2020).

## Sukcesy[6]

### FC København
- Mistrz Danii: 2021/2022, 2022/2023
- Puchar Danii: 2022/2023